# 蓮華寺 (江戸川区)
蓮華寺（れんげじ）は、東京都江戸川区にある新義真言宗の寺院。

## 概要
1438年（永享10年）、栄源によって開山された。元々、この地には行基作とされる聖観音像を安置する観音堂があった。そこに不動明王像を背負った栄源が当地に立ち寄り、寺を建てたのが起源である。旧本山は善養寺。
栄源が背負っていた不動明王像は、子どもの疳の虫を治すご利益があるとされ、「虫除不動」と呼ばれて信仰を集めている。

## 交通アクセス
- 葛西駅より徒歩25分（経路案内）。

## 関連文献
- 「二之江村 蓮華寺」『新編武蔵風土記稿』 巻ノ28葛飾郡ノ9、内務省地理局、1884年6月。NDLJP:763979/55。